# 別府ブルーバード劇場
別府ブルーバード劇場（べっぷブルーバードげきじょう）は、大分県別府市にある老舗映画館。

## 歴史
1949年（昭和24年）、現館長の岡村照の父親である中村伝助が大分県別府市で映画館を創業。創業時の館名は「青い鳥」。後に「ブルーバード」に変更する。創業当時は平屋の木造建築で、200席を有していたが、数回の改築を経て現在の5階建てビルとなる。当時は欧州映画やニュース映画を上映していた。
1970年（昭和45年）に当時館長であった療養中の父親が、翌年には館長を引き継いだ夫が心不全で他界。岡村照が館長となる。昭和30年代、日活映画を専門に上映していた時期に館名を「日活ブルーバード」に、昭和40年代に洋画再映館「テアトルブルーバード」に、1975年（昭和50年）には松竹映画を専門に上映し「松竹ブルーバード」に変更。別府市を舞台にした『男はつらいよ 花も嵐も寅次郎』（1982年）の上映時には、主演の渥美清が来館する程の盛り上がりを見せた。
1999年（平成11年）、松竹のブロック・ブッキング制廃止に伴い、松竹映画専門館から邦画・洋画を上映する再映館となり、館名も「別府ブルーバード劇場」となる。現在は岡村館長と家族、映画ライターの森田真帆とスタッフで運営されている。2017年（平成29年）からは「Beppuブルーバード映画祭」を開催。2020年（令和2年）3月18日には、岡村照が日本映画ペンクラブ功労賞を受賞。2023年（令和5年）7月20日から23日まで、別府市で第1回「別府短編映画祭」が開催され、ブルーバード劇場もイベント会場となった。

## エピソード
- 映画の舞台挨拶や「Beppuブルーバード映画祭」、「別府短編映画祭」には、監督の塚本晋也、白石和彌、阪本順治、田口清隆、土屋哲彦、俳優の小山明子、加藤雅也、阿部サダヲ、津田寛治、リリー・フランキー、真木よう子、剛力彩芽など多くの著名人が登壇している[8][10][9]。
- 令和5年（2023年）4月22日、『縁石　ふちいし』の舞台挨拶が行われ、監督の齊藤工と主演の安部賢一が来館した[11]。
- 別府市には1955年（昭和30年）時点で11の映画館があったが[3]、2024年（令和6年）現在はブルーバード劇場とピンク映画専門の別府南映劇場[12]のみとなっている。